# 第二霍倫赫拉德

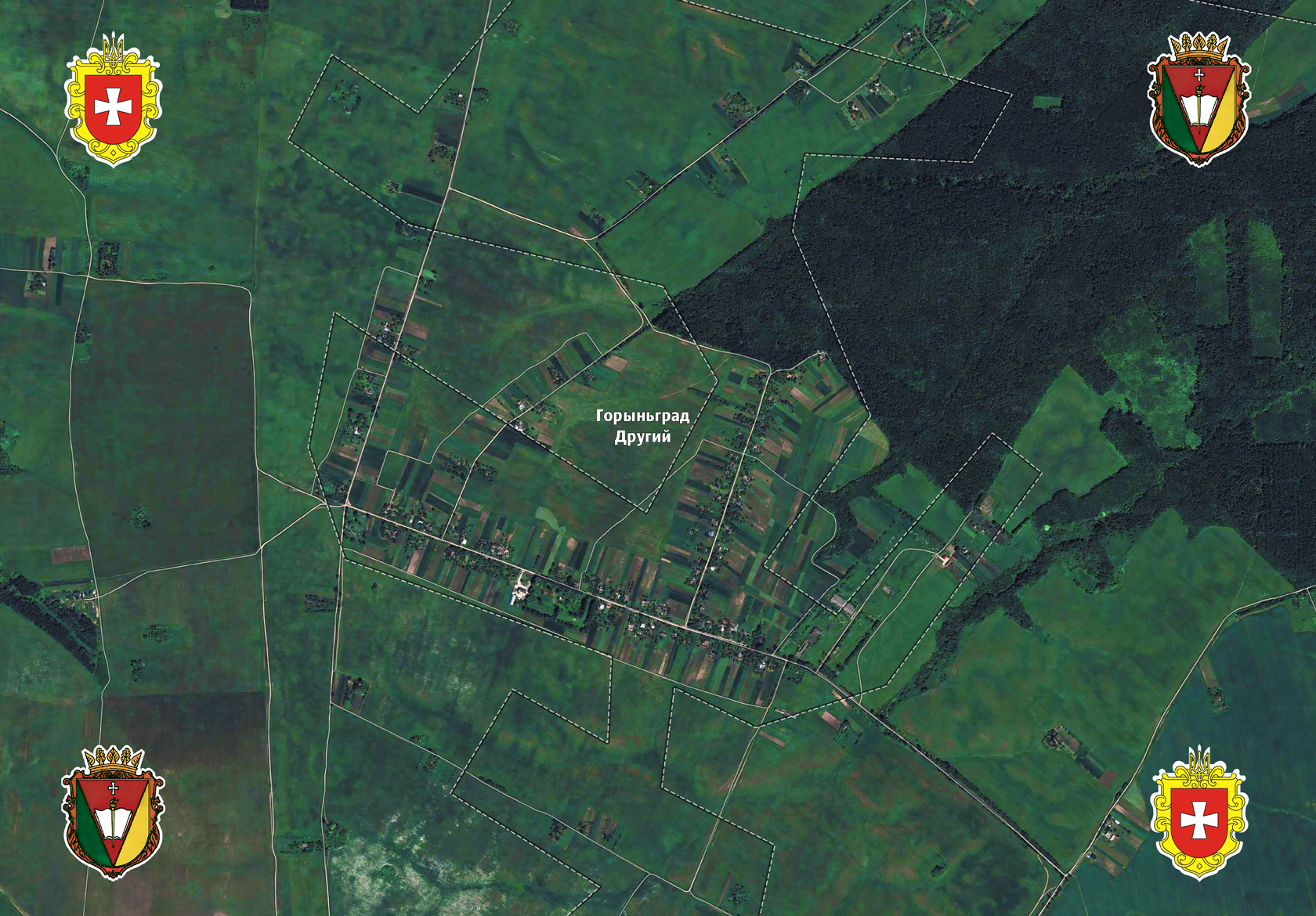
地图

50°38′28″N 26°26′38″E / 50.64111°N 26.44389°E
第二霍伦赫拉德（烏克蘭語：Гориньград Другий），是烏克蘭西北部里夫内州里夫内区白克里尼察市镇的村落。面積0.71平方公里，海拔高度242米，2001年人口298，人口密度每平方公里419.7人。